# Parque zoológico de Alameda
El Parque zoológico de Alameda (en inglés: Alameda Park Zoo) está ubicado en la ciudad de Alamogordo, en el estado de Nuevo México. Fue fundada en 1898 y afirma ser el zoológico más antiguo del suroeste de los Estados Unidos. Es uno de los tres parques zoológicos acreditados por AZA en Nuevo México y participa en el Plan de Supervivencia de Especies para el lobo gris mexicano.
Especies notables en el zoológico incluyen, la Cyprinodon tularosa, el lobo gris mexicano, el ganso hawaiano, y la cabra Markhor.
El zoológico posee un mecanismo para el Plan de Supervivencia de Especies en cautiberio en particular para el lobo gris mexicano, y en 2006 había dos lobos residentes en el parque. Tres cachorros de lobo gris mexicanos nacieron en el zoológico en 1994 y siete en 1995. El zoológico Alameda Park está abierto todos los días de 9:00 a. m. a 5:00 p. m.